# Petäjäkoski (fors i Lappland)
Petäjäkoski är en fors i Finland. Den ligger i Rovaniemi i landskapet Lappland, i den norra delen av landet, 700 km norr om huvudstaden Helsingfors. Petäjäkoski ligger 122 meter över havet.
Terrängen runt Petäjäkoski är platt. Runt Petäjäkoski är det mycket glesbefolkat, med 2 invånare per kvadratkilometer.